# Cantone di Saint-Pois
Il Cantone di Saint-Pois era una divisione amministrativa dell'arrondissement di Avranches.
È stato soppresso a seguito della riforma complessiva dei cantoni del 2014, che è entrata in vigore con le elezioni dipartimentali del 2015.
Comprendeva i comuni di:
- Boisyvon
- La Chapelle-Cécelin
- Coulouvray-Boisbenâtre
- Lingeard
- Le Mesnil-Gilbert
- Saint-Laurent-de-Cuves
- Saint-Martin-le-Bouillant
- Saint-Maur-des-Bois
- Saint-Michel-de-Montjoie
- Saint-Pois